# Karin Heitzmann
Karin Heitzmann (* 1970) ist eine österreichische Sozialwissenschaftlerin.
Karin Heitzmann ist Assistenzprofessorin am Institut für Sozialpolitik der Wirtschaftsuniversität Wien. Sie trug grundlegend zur Analyse von Frauenarmut bei.

## Publikationen
- Dimensionen, Strukturen und Bedeutung des Nonprofit-Sektors. Eine theoretisch-konzeptionelle und empirische Analyse für Österreich. Wirtschaftsuniversität Wien Diss. 2000, Schriftenreihe Forschungsergebnisse der Wirtschaftsuniversität Wien, Service-Fachverlag, Wien 2001, ISBN 3-85428-426-8.
- mit Angelika Schmidt (Hrsg.): Frauenarmut. Hintergründe, Facetten, Perspektiven. Lang, Frankfurt am Main 2001, ISBN 3-631-37201-9.
- Poverty relief in a mixed economy. Theory of and evidence for the (changing) role of public and nonprofit actors in coping with income poverty. Lang, Frankfurt am Main 2010, ISBN 978-3-631-55916-1.